# Toutatis (kolejka górska)
Toutatis – stalowa kolejka górska typu multi launched coaster firmy Intamin, otwarta 8 kwietnia 2023 roku w parku Parc Astérix we Francji.

## Historia
20 maja 2018 roku, w wywiadzie udzielonym dla francuskiej stacji telewizyjnej TF1, dyrektor strategiczny parku, Frédéric Dubosc, ujawnił, że Parc Astérix pracuje nad budową kolejki z napędem elektromagnetycznym inspirowaną roller coasterem Taron w niemieckim parku Phantasialand.
15 listopada 2018 roku firma Intamin zaprezentowała oficjalny projekt kolejki (razem z projektem roller coastera Kondaa dla parku Walibi Belgium) na targach branżowych IAAPA Expo, odbywających się w Orlando w stanie Floryda w Stanach Zjednoczonych. Park podał wtedy, że otwarcie nowej atrakcji było przewidywane na 2021 rok.
W lipcu 2019 oznajmiono, że otwarcie kolejki opóźni się do 2022 roku. Powodem miały być znaczne trudności w uzyskiwaniu pozwoleń na rozbiórkę starych zabudowań oraz wycinkę drzew, ponieważ znaczną część terenu przeznaczonego pod budowę roller coastera obejmował drzewostan pod ochroną. Z powodu pandemii COVID-19 otwarcie kolejki przesunięto ponownie, tym razem na 2023 rok.
We wrześniu 2020 ukończone zostało opracowanie analizy oddziaływania budowy na środowisko oraz ogłoszono oficjalnie nazwę kolejki: Toutatis.
Późnym latem 2021 roku rozpoczęło się przygotowanie terenu pod budowę kolejki, której pierwsze elementy dotarły na plac budowy na początku 2022 roku.
W czerwcu 2022 roku zakończono budowę toru kolejki, po czym w styczniu 2023 roku przeprowadzono pierwsze testy.
Roller coaster został oddany do użytku gości parku 8 kwietnia 2023 roku.

## Opis przejazdu
Pociąg opuszcza stację, zjeżdża nieco w dół po czym zostaje przyspieszony po raz pierwszy przy pomocy napędu LSM, skręca w lewo po czym natychmiast pokonuje pierwszą inwersję – zero-g-stall (wzniesienie pokonywane w pozycji odwróconej), po czym skręca w prawo i pokonuje krótki slalom złożony ze wzniesień wychylonych na zewnątrz krzywizny toru. Po łagodnym skręcie w prawo pociąg przejeżdża przez zwrotnicę, która kieruje go w stronę drugiego segmentu napędu LSM umieszczonego na niskim wzniesieniu. Po jej minięciu zwrotnica natychmiast zmienia położenie, a pociąg zostaje przyspieszony trzykrotnie, dwa razy przodem i raz tyłem (tzw. swing launch), osiągając maksymalną prędkość 107 km/h. Ostatnie przyspieszenie nadaje mu wystarczającą prędkość do pokonania głównego stromego wzniesienia (top hat) o wysokości 51 m. Ze wzniesienia tego pociąg zjeżdża pod kątem 101°, skręca o 60° w lewo i pokonuje drugą inwersję typu zero-g-stall (paraboliczne wzniesienie pokonywane w pozycji odwróconej). Następnie pociąg skręca o 180° w lewo, pokonuje niskie wzniesienie z silnymi przeciążeniami ujemnymi (airtime), wykonuje slalom w prawo i kolejne wzniesienie z jednoczesnym przechyleniem o 90° w prawo, po czym skręca o 180° w lewo i płynnie przechodzi w trzecią inwersję – beczkę. Za ostatnią inwersją pociąg skręca o 180° w prawo, pokonuje dwa szybkie i niskie wzniesienia (bunny hop), zostaje wyhamowany i wraca na stację.

## Tematyzacja
Tematyzacja kolejki nawiązuje do celtyckiego bóstwa Toutatisa. Stacja stylizowana na kopiec z elementami konstrukcji megalitycznych w otoczeniu drewnianych budowli. Tor ciemnobrązowy, podpory ciemnooliwkowe.

## Miejsce w rankingach
| European Star Award – Top 10 stalowych kolejek górskich w Europie | European Star Award – Top 10 stalowych kolejek górskich w Europie |
| ----------------------------------------------------------------- | ----------------------------------------------------------------- |
| 2023                                                              | 2024                                                              |
| 1                                                                 | 2                                                                 |

| Golden Ticket Awards – Top 50 stalowych kolejek górskich | Golden Ticket Awards – Top 50 stalowych kolejek górskich |
| -------------------------------------------------------- | -------------------------------------------------------- |
| 2023                                                     | 2024                                                     |
| –                                                        | 48                                                       |